# Pobeda-Canyon
Koordinaten: 63° 30′ S, 98° 55′ O
Der Pobeda-Canyon ist ein Tiefseegraben in der Mawsonsee vor der Küste des ostantarktischen Königin-Marie-Lands. Er liegt nördlich der Pobeda-Eisberginsel, nach der er benannt ist.